# Мэсси, Дэниел
Дэ́ниел Рэ́ймонд Мэ́сси (англ. Daniel Raymond Massey, 10 октября 1933 — 25 марта 1998) — британский актёр театра, кино и телевидения.

## Биография
Мэсси родился в Лондоне в 1933 году. Он получил образование в Итонском колледже и King’s College Кембриджского университета. Его отец Рэймонд Мэсси, сестра Анна Мэсси и мать Эдрианн Аллен были актёрами, а дядя Винсент Мэсси являлся генерал-губернатором Канады.
После развода родителей воспитывался матерью. Дэниел Мэсси, когда вырос, мало общался с отцом, однако они вместе сыграли в фильме «The Queen’s Guards» (1961), исполнив роли отца и сына.
Месси впервые сыграл в кино в 9 лет в фильме своего крёстного отца Ноэла Кауарда «В котором мы служим» (1942). Позднее он сыграл его в фильме «Звезда!» с Джули Эндрюс, за что получил премию «Золотой глобус» за лучшую мужскую роль второго плана и номинацию на премию «Оскар» в этой же категории. Но первой его большой ролью является Грэм, зять героя Лоренса Оливье из пьесы Джона Осборна «Комедиант», исполнив её сначала на сцене, а потом и в кино. Мэсси также сыграл в фильмах «Склеп ужаса», «Мария — королева Шотландии», «Бегство к победе», «Во имя отца» и некоторых других.
Наибольшего успеха Мэсси добился в театре, исполнив роль немецкого дирижёра Вильгельма Фуртвенглера в пьесе Рональда Харвуда «Мнение сторон» (1995). Играл Марка Антония в трагедии «Юлий Цезарь» (1964), в комедиях Нила Саймона «Босиком по парку» (1965), Ричарда Шеридана «Соперники» (1966, капитан Абсолют) и Оскара Уайльда «Как важно быть серьёзным» (1967, Джек Уортинг). Также он выступал в мюзиклах «Она любила меня» (1963, Нью-Йорк), «Жижи» (1973, Нью-Йорк) и «Глупости» (1987, Лондон). На телевидении, в частности, сыграл больного СПИДом в драме Intimate Contact (1987) и Льва Троцкого в «Сталине» (1992).

## Личная жизнь и смерть
Мэсси был женат трижды, первые две были актрисами:
- Адриенн Корри (1961—1967)
- Пенелопа Уилтон (1975—1984, от этого брака дочь Элис Мэсси)
- Линди Уилтон (1984—1998, сестра Пенелопы)

Дэниел Мэсси скончался в Лондоне от лимфогранулематоза в возрасте 64 лет. Похоронен на кладбище Putney Vale Cemetery.